# 이사질
이사질(李思質, 1705년~1776년)은 조선 후기의 학자이다. 호는 흡재(翕齋), 함제이다. 《훈음종편》을 저술했고, 유고로는 《翕齋遺稿》가 있다.
18세기 조선의 명문거족이었던 한산 이씨의 일원으로 당대의 명류들과 교유했다. 그와 교유했던 인물로는 김상숙, 김종수, 황경원, 이인상, 이윤영 등으로 대개 노론 명문가의 자제들이었다.
1753년, 영조 29년에 고양(高陽) 군수를 지냈다. 《일몽고(一夢稿)》를 남긴 이규상(李奎象, 1727년~1799년)이 그의 아들이다.